# James Melville Gilliss
James Melville Gilliss (Georgetown, Washington D. C. 6 de septiembre de 1811-Washington D. C. 9 de febrero de 1865) fue un astrónomo, oficial de marina de Estados Unidos y fundador del Observatorio Naval de Estados Unidos.

## Biografía

### Primeros años
Sus padres fueron George y Mary (Melvile) Gillis y se unió a la Armada en 1827 como guardiamarina a la edad de 15 años. Sirvió en el Delaware, el Java y el Concord.

### Estudios académicos
En 1831 comenzó sus estudios en la Universidad de Virginia, y se fue a París para realizar nuevos estudios un año después. Obtuvo el puesto de asistente en el Depósito de Cartas e Instrumentos en Washington en 1836. También fue responsable de las observaciones astronómicas.
Hizo un viaje de investigación astronómica bajo Capitán Charles Wilkes en 1837. Hizo observaciones sobre las diferencias de longitud por medio de la luna culminaciones, hizo observaciones metrológicas y trabajó en nuevos instrumentos.
Gilliss se hizo un teniente en 1838.

### Observatorio Naval de Estados Unidos
En agosto de 1842, el Congreso de Estados Unidos aprobó un proyecto de ley que autorizaba la creación de un observatorio, que pretendía ser un "Observatorio Nacional" por John Quincy Adams, que era un astrónomo amateur que llegó a estar bajo el mando de la Armada de Estados Unidos y así durante 12 años, fue llamado alternativamente el Observatorio Nacional y  Observatorio Naval de los EE. UU., aunque el último se utilizó menos hasta que una ley fue aprobada para aclarar lo que se llamaba oficialmente. Hasta ese momento cada artículo, cada documento y  carta tenía que ser duplicada por ambos nombres, "Observatorio Nacional" y "Observatorio de la Armada.". Esto no era más que otra tarea que consumía tiempo hasta que llegó a Matthew Fontaine Maury quien dirigió el observatorio desde su inicio hasta 1861. Otro de los muchos deberes del superintendente MF Maury durante este periodo de tiempo fue supervisar todas las publicaciones que abarcaron todas las encuestas marítimas.
Matthew Fontaine Maury fue el primer superintendente quien encabezó el Observatorio "Nacional" / "Naval" e hizo el observatorio internacionalmente conocido debido a sus muchas obras, incluyendo trazar cartas marítimas y el impulso de la Conferencia de Bruselas en 1853, la primera conferencia internacional de naciones  que se reunieron para trabajar con el comandante MF Maury y trazar planes  por la seguridad de los mares y bienestar de todos 

### Expedición astronómica de la Armada al hemisferio sur (1843-1852)
Fue a partir de la necesidad de realizar unas mediciones astronómicas, solo posibles a partir de datos tomados desde el hemisferio sur, que la armada de EE. UU. le encargó a James Melville Gillis la misión de construir un observatorio astronómico en Chile.
Poco después de la partida de la expedición de los Estados Unidos explorando al mando del capitán Charles Wilkes, recibió instrucciones especiales del Secretario de la Marina sobre la determinación de las diferencias de longitud por medio de la Luna y culminaciones, ocultaciones y eclipses, con observaciones magnéticas y meteorológicas. Su carrera astronómica activo comenzó con este trabajo.

Fue Gilliss quien por primera vez en toda la tierra ( llevó a cabo un trabajo de observatorio, el que primero dio todo su tiempo al trabajo práctico astronómico, el que en primer lugar, publicó un volumen de observaciones, primero se prepara un catálogo de estrellas, y planificar y llevar a efecto la construcción de un observatorio de trabajo, en contraste con una destinada principalmente para fines de instrucción. " 
Dr. Benjamin A. Gould

En 1846 publicó Astronomical Observations, un trabajo pionero en el campo.
Llegó a Santiago de Chile en 1849 a cargo de una expedición de la Armada de los Estados Unidos  para observar Marte y Venus (1847-1852). Durante esta expedición también trazó más de 23 000 estrellas e hizo muchas otras observaciones. El Observatorio Astronómico Nacional fue oficialmente inaugurado en 1852, constituyéndose en uno de los primeros observatorios en Latinoamérica y quizás en el más activo durante el siglo XIX,  ya que, en esta época se publicaron alrededor de 30 trabajos científicos en revistas internacionales especializadas de Alemania, Inglaterra y EE. UU.

#### Observatorio de Cerro Santa Lucía

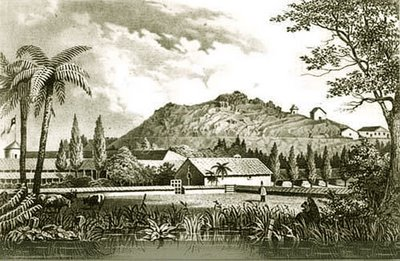
Edificio del Observatorio Naval de Estados Unidos colocado en la Cima del Cerro Santa Lucía en 1855. Formaba parte de una litografía en 360.º de la ciudad.

El gobierno de la época decidió ubicar el observatorio en la cumbre del desnudo peñón que era entonces el Cerro Santa Lucía. El sitio seleccionado estaba en el cerro Santa Lucía, cerca del centro de Santiago. En esta colina de pórfido lunar había dos viejos fuertes españoles. Sobre uno de ellos, en el costado norte, justo bajo la cumbre, a una altitud de 53 metros sobre la ciudad, se levantaron los dos edificios del observatorio. Puesto que la colina estaba rodeada de casas, el gobierno impidió el uso de dinamita, por lo cual las rocas se rompieron procediendo, en primer lugar a calentarlas y después a enfriarlas con agua.El gobierno de Chile proporcionó un vigilante permanente, aunque Gilliss hizo notar que no lo encontraba necesario. El marcado interés del gobierno en el programa astronómico se demostró en el nombramiento de tres chilenos, un profesor de matemáticas y dos de sus mejores alumnos, para aprender astronomía y el uso de los instrumentos de los miembros de la expedición. En varias ocasiones, en que algunos de los observadores enfermó, ellos ayudaron a realizar las observaciones. En enero de 1850 el guardiamarina Hunter se lesionó al caer de un caballo viéndose forzado a volver a los Estados Unidos y recién en septiembre llegó S. L. Phelps a reemplazarlo.

#### Informa
Después de realizar su tarea, Gillis incorporó en su informe una valiosa descripción de Santiago, que complementó con un dibujo panorámico de la ciudad en 360 grados en 1855. Se basa en un daguerrotipo tomado por el antropólogo E. R. Smith, en base al cual Gillis elabora un dibujo, que luego fue pasado a litografía para su reproducción por T. Sinclairs. Una reproducción del original se encuentra actualmente en el Museo Histórico Nacional. Su valor se constituye por ser pionero en una serie de nuevos trabajos sobre vistas panorámicas que se realizaron en años consecutivos.
Durante su estadía en Chile recolectó reptiles los que fueron fruto  de una exposición ante la Academia Nacional de Ciencias y de varias publicaciones.

#### Gobierno de Chile le compra sus instrumentos
El 17 de agosto de 1852, el Gobierno de Chile, bajo la administración Montt compró a la Expedición Científica Norteamericana dirigida por él, los instrumentos, edificios y documentos del observatorio astronómico que dicha expedición había establecido en el Cerro Santa Lucía en 1849. En la gestión de dicha compra tuvo una participación muy activa el delegado de la Universidad de Chile Ignacio Domeyko. El observatorio del Cerro Santa Lucía se convirtió así en el Observatorio Astronómico Nacional y pasó a depender del Ministerio de Instrucciones Públicas.

”Los instrumentos y unos cuantos libros pertenecientes a los Estados Unidos fueron ofrecidos a los precios pagados por ellos, sin incluir los costos de transporte.
James Melville Gilliss

Durante la insurrección de las fuerzas del general Cruz, después de la elección de Montt como 
presidente en 1851, la suerte del proyecto del observatorio fue dudosa. Con la victoria del 
presidente Montt hacia fines del año, sin embargo, la empresa pudo continuar y el 17 de agosto de 1852 la delegación chilena completó la compra por $7.823.
A su regreso, publicó "La Expedición Astronómica de Estados Unidos para el hemisferio sur en 1849 - '52". (.. 2 vols, Washington, 1855 et seq)

#### Desilusión al regreso a Estados Unidos
De regreso a los Estados Unidos Gillis se sintió amargamente decepcionado al descubrir que la 
expedición no había conseguido sus propósitos originales, debido a que los astrónomos en el 
hemisferio norte no habían realizado un número suficiente de observaciones simultáneas de las 
declinaciones de los planetas en latitudes tan separadas como fuera posible, pero solo 20 
observaciones de Marte y 8 de Venus se habían obtenido en total en Washington, Greenwich y 
Cambridge, y varias de ellas eran de escasa calidad. Benjamín Gould se encargó de analizar lo mejor que pudo datos tan desiguales, y obtuvo una paralaje solar de 8".495, basada 
enteramente en la observación de la oposición de Marte en 1849. El error medio estimado para 
la diferencia con el valor de Encke, de 8".5712, fue de ± 0".0621. Así, este valor de la paralaje estaba bastante de acuerdo con el aceptado a mediados del siglo XIX, pero hoy se sabe que estaba 0".3 por debajo del valor real, lo que significa que la distancia al Sol fue sobrestimada en alrededor de 5 millones de kilómetros.

### Beberibé
Durante la que es considerada la primera misión oceanográfica brasileña, tras escala en Pernambuco, la corbeta brasileña Beberibé visitó en primer lugar Nueva York en busca del asesoramiento del Observatorio Naval de los Estados Unidos dirigido por James Melville Gilliss y del United States Coast Survey. Estuvo luego en el archipiélago de San Pedro y San Pablo, Fernando de Noronha y Cabo Verde efectuando sondeos de hasta 3200 brazas de profundidad y regresando a su patria el 1 de marzo de 1862.

### Eclipse solar del 7 de septiembre de 1858
James Melville Gilliss visitó Perú en agosto de 1858, con el propósito de observar el eclipse total de sol de ese año, y, a pesar de su postración con fiebre, dirigió el montaje de los instrumentos y obtuvo resultados satisfactorios de sus observaciones. Su informe fue publicado por la institución Smithsoniana como "Un relato del Eclipse Total de Sol el 7 de septiembre, 1858 "(Washington, 1859). En 1860 se observó el eclipse total de sol en el territorio de Washington.

### Eclipse solar del 18 de julio de 1860
En 1860 se observó el eclipse total de sol en el territorio de Washington.

## Obras publicadas
1. Expedición Astronómica de los Estados Unidos al hemisferio sur en 1849 - '52 (2 vols, Washington, 1855 y ss.). (en inglés)
2. Una cuenta del Eclipse Total de Sol del 7 de septiembre de 1858 (Washington, 1859) (en inglés)

## Galardones
James M. Gilliss fue uno de los miembros originales de la Academia Nacional de Ciencias.
Además fue honrado por la Marina de Estados Unidos nombrando a dos barcos en su honor:
- USS James M. Gilliss (AMCU-13) , un dragaminas construido en 1945.
- USNS James M. Gilliss (T-AGOR-4), un barco oceanográfico de investigación puesto en marcha en 1962.